# Henry Ritter
Pour les articles homonymes, voir Ritter.
Henry Ritter (né le 24 mai 1816 à Montréal, mort le 21 décembre 1853 à Düsseldorf) est un peintre et illustrateur canadien-allemand.

## Biographie
Henry Ritter est le fils d'un officier de l'armée du royaume de Hanovre en service avec l'Angleterre et d'une Anglaise. Orphelin, il vient vivre avec son oncle à Hambourg. Après une formation commerciale en 1832, il prend ses premiers cours de peinture auprès de Heinrich Jacob Aldenrath et de Friedrich Carl Gröger. L'année suivante, il va à l'école privée d'Ernst Carl Thelott à Düsseldorf. De 1836 à 1847, il étudie à l'académie des beaux-arts de Düsseldorf dans les classes de Karl Ferdinand Sohn et de Wilhelm von Schadow. À côté, il prend de 1837 à 1838 des cours privés auprès de Rudolf Jordan qui devient son ami et lui fait connaître les paysages et la vie des habitants marins. En 1839, il fait un voyage d'étude en Angleterre et en Écosse. En 1842, il épouse Ermina Anna Windgassen, avec qui il aura deux filles, Alice et Betsy. En raison d'une maladie nerveuse, il s'en va en 1848 à Siegburg, il revient à Düsseldorf en 1852.
Après sa mort, Ferdinand Fagerlin épouse sa sœur à la fin des années 1850 et reprend son atelier et sa succession.
De 1849 à sa mort, Henry Ritter est un membre actif de Malkasten. En 1844, il s'était impliqué dans le cercle « Crignic », qui se voulait démocratique et indépendant de l'académie ; il doit son nom aux initiales de ses membres fondateurs : Gustav Canton, Henry Ritter, Rudolf Jordan, Hans Fredrik Gude, Rudolf von Normann, Frederik Nikolai Jensen et Wilhelm Camphausen.
En 1847, il devient illustrateur du journal satirique Düsseldorfer Monathefte, en même temps que Lorenz Clasen. Il traite ainsi de la révolution de mars.
Suivant les traces de Jordan, Ritter développe un grand intérêt ethnographique. Un de ses dessins montre le peintre belge Auguste Chauvin à sa fête d'anniversaire, portant le costume et la coiffure indiens, comme dans le roman Le Dernier des Mohicans.